# FKラドニチュキ・ベラネ
フドバルスキ・クルブ・ラドニチュキ・ベラネ（セルビア語: Fudbalski klub Radnički Berane）は、モンテネグロ・ベラネを本拠地とするサッカークラブである。
同じ市内を本拠地とするFKベラネがかつてFKラドニチュキを名乗っていたが、関係はない。

## 歴史
2012年設立。2014年にはトレチャ・ツルノゴルスカ・リーガを制覇し、設立僅か2年でドルガ・ツルノゴルスカ・フドバルスカ・リーガに参戦した。しかし2016-17シーズンに財政難のために最下位で降格となった。

## タイトル
- トレチャ・ツルノゴルスカ・リーガ: 2013-14